# إيلا ميتشيل
إيلا ميتشيل (بالإنجليزية: Ella Mitchell)‏ هي مغنية وممثلة أمريكية، ولدت في 15 أغسطس 1937 في توليدو في الولايات المتحدة.

## وصلات خارجية
- إيلا ميتشيل على موقع IMDb (الإنجليزية)
- إيلا ميتشيل على موقع أول موفي (الإنجليزية)
- إيلا ميتشيل على موقع قاعدة بيانات برودواي على الإنترنت (الإنجليزية)
- إيلا ميتشيل على موقع قاعدة بيانات الأفلام السويدية (السويدية)
- إيلا ميتشيل على موقع كينوبويسك (الروسية)